# Altenmarkt im Thale
Altenmarkt im Thale ist ein Dorf in Niederösterreich und eine Ortschaft sowie Katastralgemeinde der Stadtgemeinde Hollabrunn im gleichnamigen Bezirk Hollabrunn.

## Geographie
Das Dorf liegt östlich von Hollabrunn. Nachbarorte von Altenmarkt im Thale sind in der Stadtgemeinde Hollabrunn die Orte Eggendorf im Thale, Weyerburg und Enzersdorf im Thale sowie in der Marktgemeinde Nappersdorf-Kammersdorf der Ort Haslach. Altenmarkt im Thale liegt im Tal (das namensgebende Thal) des Kleinen Göllersbach und wird von diesem durchflossen. Von der Nutzung des Göllersbach für die Wasserkraft zeugen zahlreiche Mühlen, die bis heute erhalten sind. Der breite Anger ist bei der planmäßigen Besiedelung im 11. Jahrhundert erhalten geblieben.
|                    | Haslach                                     | Kleinsierndorf                   |
| Eggendorf im Thale | Kompassrose, die auf Nachbargemeinden zeigt | Kleinkadolz, Enzersdorf im Thale |
|                    | Weyerburg                                   | Glasweiner Wald                  |

## Geschichte
Im 1. und 2. Jahrhundert war die Gegend von germanischen Stämmen stark bevölkert, wie viele der bisherigen Funde bestätigen.
Der Riedname Schabarn (Schorber) geht auf eine verschollene Ortschaft zurück, mit der 1299 das Schottenstift gegütert war. 1536 verkaufte das Tullner Frauenkloster seinen hiesigen Besitz an Hans von Rosenhart zu Weyerburg.
Im Jahr 1822 wurde der Ort als Dorf mit 60 Häusern erwähnt, das nach Eggendorf eingepfarrt war. Die Kinder wurden in Weyerburg eingeschult; die Herrschaft Weyerburg besaß die Ortsobrigkeit und besorgte die Konskription, während die Herrschaft Leobendorf die Landgerichtsbarkeit ausübte.
Laut Adressbuch von Österreich waren im Jahr 1938 in Altenmarkt ein Dachdecker, ein Gastwirt, ein Gemischtwarenhändler, ein Schlosser, zwei Schuster und ein Wagner ansässig. Zudem gab es im Ort eine Mühle.
Am 1. Jänner 1971 wurde Altenmarkt im Thale nach Enzersdorf im Thale eingemeindet, das ein Jahr später in die Stadtgemeinde Hollabrunn eingemeindet wurde.

## Politik

### Bürgermeister der ehemaligen Gemeinde
- 1850–1856	Adam Gratzer
- 1857–1862 Josef Vogelsang
- 1864–1873	Andreas Pfalzer
- 1873–1876	Josef Gratzer
- 1876–1879	Georg Eigner
- 1879–1882	Josef Gratzer
- 1882–1888	Philipp Fink
- 1888–1891	Franz Fellner
- 1891–1893	Alois Vogelsang
- 1893–1894	Johann Hager
- 1894–1896	Johann Dantner
- 1896–1900	Lorenz Seidl
- 1900–1907	Leopold Zehetmaier
- 1907–1913	Josef Fellner
- 1913–1925	Johann Dantner
- 1925–1927	Alois Fürst
- 1927–1938	Josef Fellner
- 1938–1942	Josef Naderer
- 1942–1945	Josef Edelmüller
- 1945–1946	Felix Suttner
- 1946–1949	Johann Fink
- 1949–1950	Franz Rand
- 1950–1970	Rupert Steindl
- 1970		Karl Hogl

### Ortsvorsteher der Katastralgemeinde
- 1972–1975 Hogl Karl
- 1975–1995 Taglieber Herbert
- seit 1995 Edelmüller Günther

## Sehenswertes
Die Ortskapelle unter dem Patrozinium des hl. Bartholomäus, ein schlichter Bau mit Satteldach, rundem Schluss, Flachbogenfenstern und Rechteckportal, wurde im 18./19. Jahrhundert errichtet. 
Im und um den Ort befinden sich mehrere Bildstöcke, darunter zwei reliefierte Pfeiler mit Quaderaufsatz und Steinkreuz aus dem Jahre 1730 bzw. aus der ersten Hälfte des 17. Jahrhunderts sowie ein Maria-Dreieichen-Bildstock aus der Zeit um 1700.

## Persönlichkeiten

### Ehrenbürger der ehemaligen Gemeinde
- Engelbert Dollfuß, Bundeskanzler (1933 verliehen, 1938 aberkannt)
- Alfred Urwalek, Geistlicher Rat Pater, Pfarrverweser (1936 verliehen)
- Wilhelm Sekyra OSB (1970 verliehen)